# Адалбертс Бубенко
Адалбертс Бубенко (лет. Adalberts Bubenko; Мијасакјула 16. јануар 1910 — Торонто, 7. јул 1983) је бивши летонски атлетичар специјалиста за брзо ходање. Био је члан БК Биједриба из Валмијере. Био је вишеструки летонски првак и рекордер, атлетски репрезентативац Летоније. Учествовао је на Олимпијским играма 1936. у Берлину, где је у дисциплини ходања на 50 км, освојио сребрну медаљу са личним рекордом 4:32:42,2 иза победника Британца Харолда Витлока који је поставио олимпијски рекорд са 4-30:41,4 и Швајцарца Албета Шваба са 4:32:09,2 и.
Каријеру је завршио 1938. Од 1944. радио је у Немачкој, да би се касније преселио у Аделејд у Аустралији, где је отворио трговачку радњу. После одлази у Торонто, (Канада) где наставља трговачки посао. У Торонту је и умро 1983. у 73 години живота.
1. ↑  „Adalberts Bubenko « Latvijas olimpieši - Latvijas Olimpiskā komiteja”. Архивирано из оригинала 23. 09. 2015. г. Приступљено 25. 09. 2015.